# Borsod-Abaúj-Zemplén (županija)
Županija Borsod-Abaúj-Zemplén (madžarsko Borsod-Abaúj-Zemplén vármegye) je županija na severu Madžarske. Upravno središče županije je Miskolc.

### Mestna okrožja
- Miskolc  (sedež županije)

### Mesta in večji kraji
- Ózd (39.114)
- Mezőcsát (6.578)
- Kazincbarcika (32.934)
- Szikszó (6.062)
- Sátoraljaújhely (18.352)
- Alsózsolca (6.061)
- Mezőkövesd (17.995)
- Emőd (5.471)
- Tiszaújváros (17.581)
- Tokaj (5.155)
- Sárospatak (14.718)
- Nyékládháza (5.021)
- Sajószentpéter (13.343)
- Szendrő (4.355)
- Edelény (11.220)
- Borsodnádasd (3.605)
- Szerencs (10.213)
- Abaújszántó (3.422)
- Putnok (7.625)
- Cigánd (3.299)
- Felsőzsolca (7.157)
- Gönc (2.254)
- Encs (7.000)
- Pálháza (1.114)